# Libië op de Olympische Zomerspelen 2012
Libië nam deel aan de Olympische Zomerspelen 2012 in Londen, Verenigd Koninkrijk.
Van de vijf ingeschreven deelnemers namen er vier aan de wedstrijden deel. De gewichtheffer Ali Elkekli die in de categorie lichtzwaargewichten (-85 kg) was ingeschreven nam vanwege een blessure niet aan de wedstrijd deel.

## Deelnemers en resultaten
(m) = mannen, (v) = vrouwen

### Atletiek
| Olympiër             | Onderdeel    | Resultaat | Prestatie                       |
| -------------------- | ------------ | --------- | ------------------------------- |
| Ali Mabrouk El Zaidi | marathon (m) | DNF       | niet gefinisht                  |
|                      |              |           |                                 |
| Hala Gezah           | 100 m (v)    | 94e       | voorronde serie 4: 5de in 13,24 |

### Gewichtheffen
| Olympiër    | Onderdeel | Resultaat | Prestatie    |
| ----------- | --------- | --------- | ------------ |
| Ali Elkekli | -85kg (m) | DNS       | niet gestart |

### Judo
| Olympiër        | Onderdeel | Resultaat | Prestatie                                             |
| --------------- | --------- | --------- | ----------------------------------------------------- |
| Ahmed Elkawiseh | -66kg (m) | 17e       | 1ste ronde: vrij 2de ronde: V van UZB Farmonov: ippon |

### Zwemmen
| Olympiër       | Onderdeel            | Resultaat | Prestatie              |
| -------------- | -------------------- | --------- | ---------------------- |
| Sofyan El-Gadi | 100m vlinderslag (m) | 40e       | serie 1: 1ste in 56,99 |

Afghanistan · Albanië · Algerije · Amerikaanse Maagdeneilanden · Amerikaans-Samoa · Andorra · Angola · Antigua en Barbuda · Argentinië · Armenië · Aruba · Australië · Azerbeidzjan · Bahama's · Bahrein · Bangladesh · Barbados · België · Belize · Benin · Bermuda · Bhutan · Bolivia · Bosnië en Herzegovina · Botswana · Brazilië · Britse Maagdeneilanden · Brunei · Bulgarije · Burkina Faso · Burundi · Cambodja · Canada · Centraal-Afrikaanse Republiek · Chili · China · Chinees Taipei · Colombia · Comoren · Congo-Brazzaville · Congo-Kinshasa · Cookeilanden · Costa Rica · Cuba · Cyprus · Denemarken · Djibouti · Dominica · Dominicaanse Republiek · Duitsland · Ecuador · Egypte · El Salvador · Equatoriaal-Guinea · Eritrea · Estland · Ethiopië · Fiji · Filipijnen · Finland · Frankrijk · Gabon · Gambia · Georgië · Ghana · Grenada · Griekenland · Groot-Brittannië · Guam · Guatemala · Guinee · Guinee‑Bissau · Guyana · Haïti · Honduras · Hongarije · Hongkong · Ierland · IJsland · India · Indonesië · Irak · Iran · Israël · Italië · Ivoorkust · Jamaica · Japan · Jemen · Jordanië · Kaaimaneilanden · Kaapverdië · Kameroen · Kazachstan · Kenia · Kirgizië · Kiribati · Koeweit · Kroatië · Laos · Lesotho · Letland · Libanon · Liberia · Libië · Liechtenstein · Litouwen · Luxemburg · Macedonië · Madagaskar · Malawi · Maldiven · Maleisië · Mali · Malta · Marshalleilanden · Marokko · Mauritanië · Mauritius · Mexico · Micronesië · Moldavië · Monaco · Mongolië · Montenegro · Mozambique · Myanmar · Namibië · Nauru · Nederland · Nepal · Nicaragua · Nieuw-Zeeland · Niger · Nigeria · Noord-Korea · Noorwegen · Oeganda · Oekraïne · Oezbekistan · Oman · Oostenrijk · Oost-Timor · Pakistan · Palau · Palestina · Panama · Papoea-Nieuw-Guinea · Paraguay · Peru · Polen · Portugal · Puerto Rico · Qatar · Roemenië · Rusland · Rwanda · Saint Kitts en Nevis · Saint Lucia · Saint Vincent en Grenadines · Salomonseilanden · Samoa · San Marino · Sao Tomé en Principe · Saoedi-Arabië · Senegal · Servië · Seychellen · Sierra Leone · Singapore · Slovenië · Slowakije · Soedan · Somalië · Spanje · Sri Lanka · Suriname · Swaziland · Syrië · Tadzjikistan · Tanzania · Thailand · Togo · Tonga · Trinidad en Tobago · Tsjaad · Tsjechië · Tunesië · Turkije · Turkmenistan · Tuvalu · Uruguay · Vanuatu · Venezuela · Verenigde Arabische Emiraten · Verenigde Staten · Vietnam · Wit-Rusland · Zambia · Zimbabwe · Zuid-Afrika · Zuid-Korea · Zweden · Zwitserland · Onafhankelijke atleten